# 諾伊訥山 (維爾薩普塞山脈)

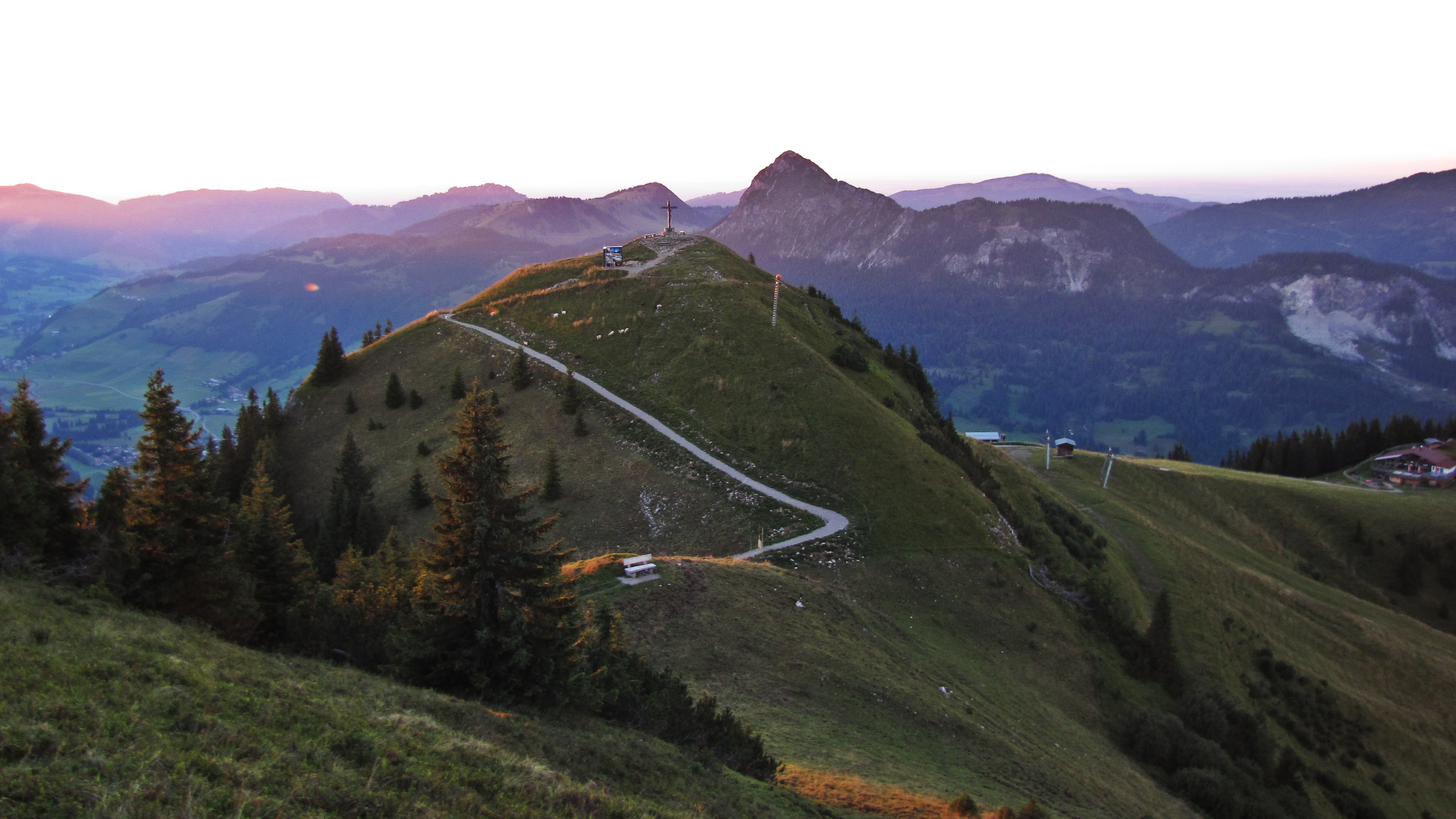

47°28′56″N 10°32′34″E / 47.48222°N 10.54278°E
諾伊訥山（德語：Neunerköpfle），是奧地利的山峰，位於該國西部，由蒂羅爾州負責管轄，屬於維爾薩普塞山脈的一部分，海拔高度1,862米，每年平均降雨量1,698毫米。